# Coppa Italia 1994/1995
Pohárový ročník Coppa Italia 1994/95 byl 48 ročník italského poháru. Soutěž začala 21. srpna 1994 a skončila 11. června 1995. Zúčastnilo se jí celkem 48 klubů.
Obhájce z minulého ročníku byl klub UC Sampdoria.

## Vítěz
| Coppa Italia 1994/95 Juventus FC (9. titul) |